# One Step Ahead
One Step Ahead - Swe Tone Dance Craze är ett samlingsalbum med blandade artister, utgivet som en EP på Burning Heart Records 1995.

## Låtlista
1. Tic Tox – "Pickney Gal" – 3:05
2. Liberator – "Film Full of Gore" – 3:33
3. Chickenpox – "Stupid" – 2:25
4. Stiff Breeze – "Jesus Loves You" – 2:50

### Fotnoter
1. ↑  ”One Step Ahead”. Discogs.com. http://www.discogs.com/Various-One-Step-Ahead-Swe-Tone-Dance-Craze/release/670444. Läst 15 april 2012.